# Torben Ulrich
Torben Ulrich (ur. 4 października 1928 w Kopenhadze, zm. 20 grudnia 2023) – duński tenisista, malarz i muzyk.
Jako tenisista kontynuował tradycje rodzinne – jego ojciec Einar reprezentował Danię w Pucharze Davisa 64 razy. Torben debiutował w tych rozgrywkach w 1948, a ostatni mecz rozegrał w 1978, licząc 49 lat i 11 miesięcy, co czyniło go najstarszym graczem w historii Pucharu. W grze pojedynczej w reprezentacji daviscupowej wystąpił 66 razy (31 wygranych), w deblu 36 razy (15 wygranych). Sześciokrotnie jego partnerem deblowym był młodszy brat Jorgen, a liderem kadry duńskiej w tym okresie był dwukrotny finalista Wimbledonu Kurt Nielsen. Ulrich jest jednym z nielicznych zawodników w historii Pucharu Davisa, którzy zaliczyli ponad 100 występów.
Leworęczny, z charakterystyczną brodą, wyróżniał się mocnym serwisem i dużym czuciem piłki przy zagraniach technicznych. Brał udział w Wimbledonie od późnych lat 40. do 70. W roku 1976 zajął pierwsze miejsce na świecie w rankingu tenisistów seniorów. Jeden z jego rywali na korcie Gordon Forbes przytaczał we wspomnieniach szereg anegdot z nim związanych: koncerty jazzowe, techniczne eksperymenty na korcie z nietypowymi rotacjami i trudnymi zagraniami, głośne filozoficzne i niby-filozoficzne medytacje, w które wciągał innych graczy.
W 1943 roku, mając 15 lat, podjął wraz z młodszym bratem Jurgenem oraz matką, Ullą, pochodzenia żydowskiego, próbę opuszczenia Danii i dostania się do Szwecji przez cieśninę Sund. Kuter rybacki, którym płynęli został zauważony przez wojska niemieckie jeszcze na duńskich wodach terytorialnych i ostrzelany. Po dwóch tygodniach spędzonych w duńskim obozie koncentracyjnym, rodzinę Ulrichów wypuszczono na wolność. Torben powrócił do kopenhaskiej szkoły średniej, do której uczęszczał, lecz gdy próbował wytłumaczyć swoją nieobecność przebywaniem w niewoli, nauczyciel uderzył go, uznając wytłumaczenie za żart. Ulrich po tym incydencie opuścił szkołę.
Wraz z żoną Lone mieszkał w kopenhaskiej dzielnicy Hellerup. Jako malarz miał swoje wystawy m.in. w Kopenhadze, Paryżu i Nowym Jorku. Torben pisywał dla dzienników Politiken i BT, był współredaktorem periodyku literackiego, spikerem radiowym oraz współzałożycielem kopenhaskiego klubu jazzowego; grał na klarnecie i saksofonie tenorowym. W latach 50. otworzył klub jazzowy w Kopenhadze.
Mieszkał w Seattle, w stanie Waszyngton, w Stanach Zjednoczonych. Jest ojcem Larsa Ulricha, perkusisty i jednego z założycieli zespołu Metallica. Można ich zobaczyć w filmie Some Kind of Monster.